# Sainte-Hermine
Sainte-Hermine è un comune delegato del comune di Saint-Jean-d'Hermine, nel dipartimento della Vandea nella regione dei Paesi della Loira. In precedenza comune autonomo, il 1º gennaio 2025 è confluito insieme a Saint-Jean-de-Beugné nel nuovo comune di Saint-Jean-d'Hermine.

## Società

### Evoluzione demografica
Abitanti censiti